# Miroslav Mikeš
Miroslav Mikeš (10. května 1941 Lhenice – 5. července 2025 Netolice) byl divadelní režisér, původním povoláním geodet na Katastrálním úřadu Prachatice.

## Život
Narodil se ve Lhenicích, kde strávil celé své mládí a navštěvoval zde základní školu. Dále vystudoval Gymnázium Prachatice, následně pokračoval na studium na vysoké škole, které nedokončil. Po sňatku s Vlastou Mikešovou, rozenou Ječmínkovou, se přestěhoval do blízkých Netolic, kde žil po zbytek života. S manželkou Vlastou měl dvě děti Miroslava Mikeše a Zuzanu Leherovou, rozenou Mikešovou, která působí jako principálka Spolku divadelních ochotníků Tyl Netolice.
Všichni rodinní příslušníci se podílí na provozu spolku a divadelní činnosti. Svůj volný čas trávil v přírodě a se svými vnoučaty.

## Divadelní činnost
Svojí divadelní činnost započal v roce 1980 na pozici kulisáka a technické podpory ve Spolku divadelních ochotníků Tyl Netolice. V roce 1992 se ujal režie divadelní hry Zuzana Vojířová uvedené v rámci prvního divadelního léta na zámku Kratochvíle. Jedná se již o každoroční tradiční akci. V roce 2021 se konal 30. ročník. K roku 2023 Miroslav Mikeš režíroval 31 z 32 uvedených her.

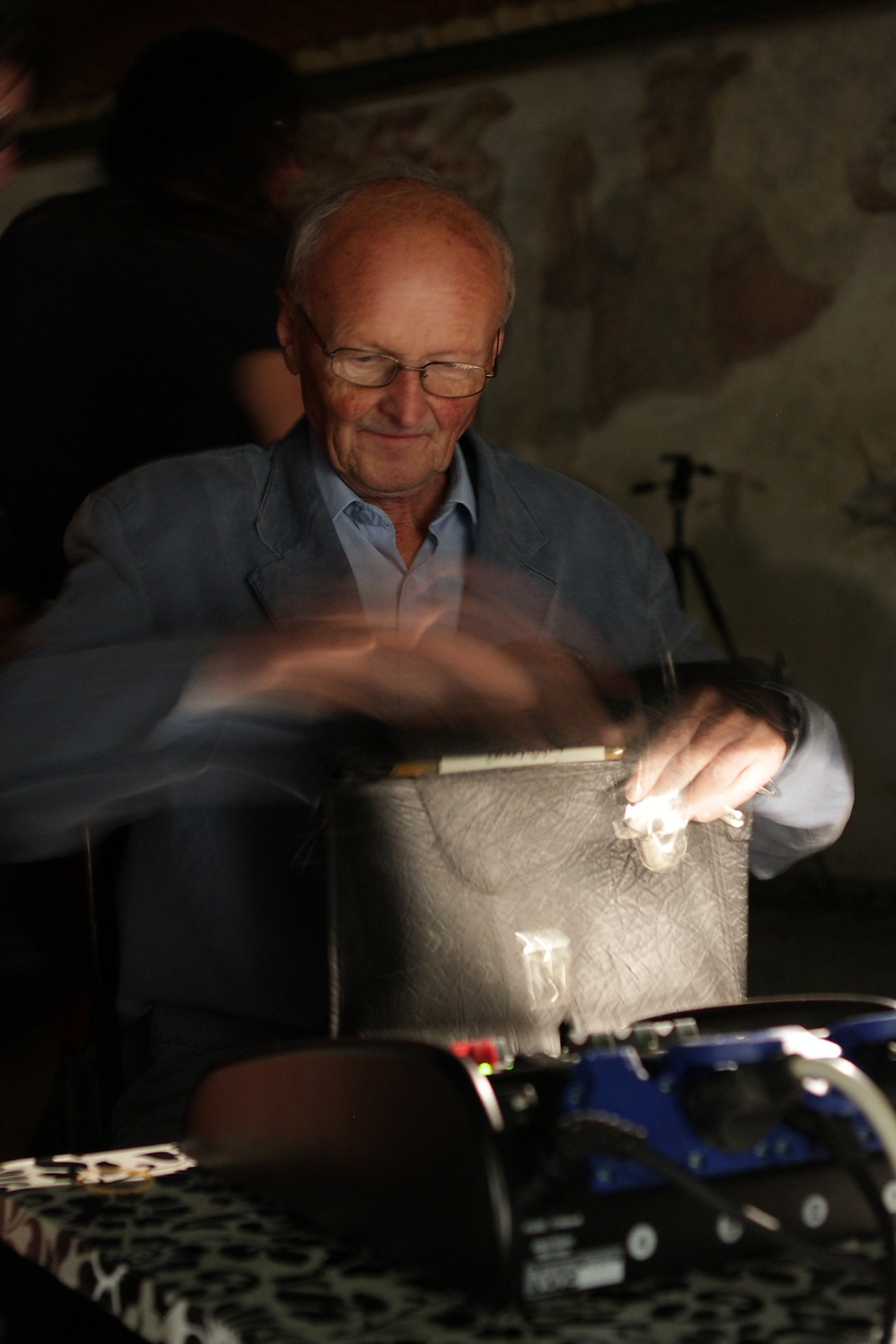
Miroslav Mikeš u režisérského stolu

### Seznam divadelních let na zámku Kratochvíle
- 1992 - Zuzana Vojířová
- 1993 - Zuzana Vojířová
- 1994 - Lucerna
- 1995 - Babička
- 1996 - Naši furianti
- 1997 - Jak se mlynáři se strašidly potýkali
- 1998 - Strakonický dudák
- 1999 - Tvrdohlavá žena
- 2000 - Tvrdohlavá žena
- 2001 - Čert na zemi
- 2002 - Čert na zemi
- 2003 - Tři zlaté vlasy děda Vševěda
- 2004 - Z českých mlýnů
- 2005 - Srdce v rákosí
- 2006 - Lucerna
- 2007 - Hrátky s čertem
- 2008 - Pyšná princezna
- 2009 - Dalskabáty, hříšná ves
- 2010 - Děvče z přístavu
- 2011 - Zuzana Vojířová
- 2012 - Mirandolina
- 2013 - Ondina
- 2014 - Sluha dvou pánů
- 2015 - Pro nic za nic
- 2016 - Náměstíčko
- 2017 - Lucerna
- 2018 - Darmošlapky (režie Iveta Uhlíková)
- 2019 - Saturnin
- 2020 - Saturnin
- 2021 - Limonádový Joe
- 2022 - Mravnost nade vše
- 2023 - Světáci

Spolek divadelních ochotníků Tyl Netolice s divadelními hrami účinkoval po celém jihočeském kraji, například v Městském divadle Prachatice, či venkovní scéně zámku v Třeboni. Spolek ochotníků Tyl Netolice baví své spoluobčany při městských akcích také i silvestrovskými divadelními představeními v městském divadle Netolice. Mezi jejich nejúspěšnější představení patří Sluha dvou pánů, který se jako jediný reprízoval 3 roky po sobě, Saturnin, dále také Lucerna a Zuzana Vojířová.

### Seznam dalších her spolku Tyl Netolice v režii Miroslava Mikeše
- 1996 - O mlynářích a strašidlech
- 1998 - Jak se kradou princezny
- 2002 - Písnička pro princeznu, Pojď na mé srdce
- 2005 - O zlém hajném, O zlaté kuličce
- 2007 - Šíleně prolhaná princezna
- 2008 - Emánek to zařídí
- 2011 - Jak se kradou princezny
- 2015 - Blázinec v prvním poschodí
- 2017 - Silvestrovská překvapení